# Андрієвський Іван Самійлович
Іва́н Самі́йлович Андріє́вський (1759-†1809) — перший вітчизняний професор ветеринарії.
Народився на Чернігівщині. Доктор медицини, ад'юнкт і професор кафедри ветеринарії Московського університету.

## Праці
Його перу належать підручники
- «Короткий нарис анатомії свійських тварин» (1804)
- «Початкові основи медицини, ветеринарії, або про худоболікування» (1805), що відіграли велику роль у розвитку ветеринарної науки в Росії.

Андрієвський переклав з французької «Новий повний методичний лікарський порадник» в 3 частинах (1793) та інші книги з ветеринарії.